# Florian Marino
Florian Marino (Cannes, 3 juni 1993) is een Frans motorcoureur.

## Carrière
Marino begon zijn motorsportcarrière in zijn thuisland Frankrijk, waar hij in diverse lokale kampioenschappen reed. In 2007 won hij de Junior Cup op een Honda. In 2008 kwam hij uit in de FIM MotoGP Rookies Cup. Drie vijfde plaatsen op het Circuit Bugatti, het TT Circuit Assen en het Automotodrom Brno waren zijn beste resultaten en hij werd met 62 punten tiende in de eindstand. Datzelfde jaar nam hij deel aan een race van het Italiaanse 125cc-kampioenschap op het Circuit Mugello, waarin hij op plaats 22 eindigde. In 2009 reed hij een tweede seizoen in de Rookies Cup, waar hij op Brno zijn eerste overwinning behaalde. Met 94 punten steeg hij naar de vijfde plaats in het klassement. Verder werd hij zesde in de Pirelli 600 Trophy met een zege en drie podiumplaatsen. Dat jaar debuteerde hij ook in het European Superstock 600 Championship, waar hij in de laatste drie races op een Honda reed. Hij behaalde onder meer een zege op het Circuit de Nevers Magny-Cours.
In 2010 reed Marino een volledig seizoen in de Europese Superstock 600. Hij won drie races op het Circuit Ricardo Tormo Valencia, Assen en het Autodromo Internazionale Enzo e Dino Ferrari. Met 159 punten werd hij achter Jérémy Guarnoni tweede in het kampioenschap. Aan het eind van het jaar debuteerde hij in het wereldkampioenschap Supersport als wildcardcoureur in zijn thuisrace op Magny-Cours op een Honda, waarin hij twaalfde werd. In 2011 reed hij een volledig seizoen in het WK Supersport bij Honda. Een vierde plaats op Imola was zijn beste race-uitslag en hij werd met 89 punten achtste in het eindklassement.
Marino begon het seizoen 2012 in het Brits kampioenschap superbike op een Aprilia. Na zes raceweekenden, waarin hij geen kampioenschapspunten had gescoord, werd hij vervangen door Mark Aitchison. Vervolgens keerde hij terug naar het WK Supersport, waarin hij in de laatste zes races deelnam als wildcardcoureur op een Kawasaki. Een elfde plaats in zijn thuisrace op Magny-Cours was zijn beste resultaat. Met 14 punten eindigde hij op plaats 26 in het kampioenschap.
In 2013 reed Marino in het WK Supersport bij Kawasaki; eerst als vervanger van de geblesseerde David Salom en later als wildcardcoureur bij hetzelfde team. Hij behaalde zijn eerste podiumfinish in Monza. Met 53 punten werd hij dertiende in het kampioenschap. In 2014 reed hij zijn tweede volledige seizoen in het kampioenschap bij Kawasaki. Hij behaalde zijn eerste pole position op Assen en stond in Aragón, Assen, Imola en Jerez op het podium. Met 125 punten werd hij achter Michael van der Mark en Jules Cluzel derde in de eindstand. Dat jaar maakte hij tevens zijn debuut in de Moto2-klasse van het wereldkampioenschap wegrace op een Kalex, waar hij de laatste zes Grands Prix van het seizoen reed als vervanger van de geblesseerde Simone Corsi. Een zestiende plaats in Maleisië was zijn beste klassering.
In 2015 stapte Marino over naar de Superstock 1000 FIM Cup, waarin hij op een Yamaha reed. Hij nam deel aan vier van de acht races, waarin twee zevende plaatsen op het Motorland Aragón en Assen zijn beste klasseringen waren. Met 23 punten werd hij elfde in het kampioenschap. In 2016 bleef hij actief in de klasse. Hij behaalde de pole position in de seizoensopener op Aragón en werd vijfde in de race. Tijdens de trainingssessies voor de volgende race op Assen raakte hij geblesseerd, waardoor hij de rest van het seizoen niet meer in actie kwam.
In 2017 keerde Marino terug in Superstock 1000 FIM Cup. Hij behaalde twee pole positions op Assen en het Autódromo Internacional do Algarve en hij stond op Aragón, Assen, Donington Park, Portimão en Magny-Cours op het podium. Met 120 punten werd hij achter Michael Ruben Rinaldi en Toprak Razgatlıoğlu derde in het eindklassement. Tegelijkertijd nam hij deel aan het Italiaans kampioenschap superbike, waar hij een podiumplaats behaalde op Mugello. Met 87 punten werd hij zevende in de eindstand. In 2018 behaalde hij in de Superstock 1000 FIM Cup enkel een podiumfinish op Brno en werd hij met 93 punten vijfde in het kampioenschap. Dat jaar debuteerde hij tevens in het wereldkampioenschap superbike in zijn thuisrace op Magny-Cours als vervanger van de vertrokken P.J. Jacobsen. In de eerste race werd hij elfde, maar in de tweede race liep hij bij een ongeluk een blessure op, waardoor hij niet deel kon nemen aan de seizoensfinale in Losail.
Vanaf het seizoen 2018-2019 neemt Marino deel aan het FIM Endurance World Championship voor Yamaha. In 2023 keerde hij terug in het WK superbike op een Kawasaki in de ronde op Aragón als vervanger van de geblesseerde Alex Lowes. In de laatste race van het weekend behaalde hij een kampioenschapspunt met een vijftiende plaats.